# 外滩历史文化风貌区
外滩历史文化风貌区是中国上海市立法保护的历史文化风貌区之一，也是中心城区12个历史文化风貌区之一。

## 特色风貌
- 外滩建筑群
- 建筑轮廓线
- 街道空间
- 公共建筑

## 建筑年代
现存建筑大体上建造于1900年到1941年（太平洋战争爆发）之间，也有少量19世纪的建筑物。

## 保护范围
- 东界：黄浦江；
- 南界：延安东路；
- 西界：河南中路—河南北路；
- 北界：天潼路—大名路—闵行路。

其主体部分大致相当于1848年以前最初划定的上海英租界，即后来上海公共租界中区的东半部。苏州河以北部分也在19世纪形成市区。
占地面积共101公顷。涉及黄浦、虹口2个区。

## 景观道路
- 大名路
- 中山东一路
- 虎丘路
- 圆明园路
- 四川北路
- 四川中路
- 江西中路
- 北苏州路
- 北京东路
- 滇池路
- 南京西路
- 九江路
- 汉口路
- 福州路
- 广东路

## 经典建筑

### 全国重点文物保护单位
- 上海外滩建筑群
- 上海邮政总局（北苏州路）

### 上海市文物保护单位
- 上海公共租界工部局大厦（江西中路）
- 上海金城银行大楼（江西中路）
- 上海圣三一堂（江西中路）

### 上海市优秀历史建筑
- 迦陵大楼（四川中路、南京东路）
- 都城饭店（江西中路）
- 汉弥尔登大楼（江西中路）